# Limenitis watsoni
Limenitis watsoni är en fjärilsart som beskrevs av Dos Passos 1938. Limenitis watsoni ingår i släktet Limenitis och familjen praktfjärilar. Inga underarter finns listade i Catalogue of Life.